# Patrice Lumumba
Patrice Émery Lumumba (Onalua, 2 luglio 1925 – Katanga, 17 gennaio 1961) è stato un politico della Repubblica Democratica del Congo. Fu primo ministro tra il giugno ed il settembre del 1960.
Fu molto rimpianto da tutta la comunità dei paesi non allineati e da numerosi esponenti politici (ad esempio Che Guevara protestò vibratamente contro il suo assassinio), compreso il generale Mobutu, che, preso il potere con un colpo di Stato, lo consacrò nel 1966 eroe nazionale. Il ritorno dall'Egitto di sua moglie Pauline e dei suoi figli fu considerato un evento nazionale. Lumumba fu il primo, e per oltre quarant'anni l'unico, dirigente politico democraticamente eletto nella Repubblica Democratica del Congo, al tempo denominata "Repubblica del Congo". 
Il periodo dell'ottenimento dell'indipendenza dal Belgio e la figura di Lumumba sono stati rappresentati nel film Lumumba di Raoul Peck, realizzato nel 2000.

## Biografia
Era il figlio di Julienne Wamato Lomendja e di François Tolenga Otetshima, contadino.

### Origini e formazione
Lumumba frequentò la scuola dei missionari cattolici a Onalaua e poi, allievo brillante, una scuola protestante tenuta da svedesi. Lavorò come impiegato in una società mineraria della provincia di Kivu fino al 1945, poi come giornalista a Léopoldville (oggi Kinshasa) e a Stanleyville (oggi Kisangani), scrivendo per diversi giornali. Nel settembre del 1954 ricevette lo statuto di "immatriculé" (cioè "registrato" per merito civico: il riconoscimento ufficiale da parte dell'amministrazione coloniale belga che l'indigeno era un evolué. All'epoca era stato rilasciato a 200 persone su 13 milioni di abitanti).
Nel 1955 creò l'associazione "APIC" (Associazione del Personale Indigeno della Colonia) ed ebbe occasione d'intrattenersi con il re Baldovino, all'epoca in viaggio nel Congo, sulla situazione della popolazione congolese. Il ministro del Congo dell'epoca, Auguste Buisseret, voleva che il Congo si evolvesse e in particolare voleva istituire una scuola pubblica. Lumumba aderì così al movimento liberale, insieme ad altri notabili congolesi. Con molti di loro fece anche un viaggio in Belgio su invito del primo ministro.

### La lotta per l'indipendenza del Congo
Al suo rientro in Congo, riprese servizio all'ufficio postale di Stanleyville, ma incontrò improvvise difficoltà a riscuotere il suo stipendio; venne anzi condannato ad un anno di reclusione per appropriazione indebita. Liberato in anticipo, riprese l'attività politica e andò a fare il direttore commerciale di una fabbrica di birra. In quell'epoca il governo adottò alcune misure liberalizzatrici, autorizzando l'esistenza di sindacati e partiti politici.
Nel 1958, in occasione dell'Esposizione Universale, alcuni congolesi furono invitati in Belgio. Lumumba partecipò al viaggio e ne approfittò per contattare gli ambienti anticoloniali. Tornato in Congo, il 5 ottobre 1958 Lumumba creò a Léopoldville il Movimento Nazionale Congolese (MNC) e in questa veste partecipò alla conferenza panafricana di Accra. Al ritorno riuscì ad organizzare una riunione per rendere conto dei lavori della conferenza, nel corso della quale rivendicò l'indipendenza di fronte a più di diecimila persone.
Nell'ottobre 1959 cominciarono le prime contese politiche: il MNC ed altri partiti indipendentisti organizzarono una riunione a Stanleyville. Malgrado il forte sostegno popolare di cui godeva, le autorità belghe cercarono di isolare Lumumba; il risultato fu una sommossa con una trentina di morti. Lumumba fu arrestato alcuni giorni dopo, giudicato e condannato a 6 mesi di prigione il 21 gennaio 1960. Nello stesso tempo, però, le autorità belghe organizzavano riunioni con gli indipendentisti, alle quali partecipò anche Lumumba, liberato di fatto il 26 gennaio. Con generale sorpresa, il Belgio accordò l'indipendenza al Congo. La data fu fissata al 30 giugno.

### La crisi del Congo e la morte
Il MNC - che intanto aveva mutato nome in Movimento Nazionale Congolese di Liberazione - vinse con i suoi alleati le elezioni organizzate per maggio e, il 23 giugno 1960, Patrice Emery Lumumba divenne il Primo ministro della Repubblica Democratica del Congo indipendente; toccò a lui il 30 giugno pronunciare lo storico "discorso dell'indipendenza". Le autorità belghe (e soprattutto le compagnie minerarie) non pensavano, però, ad un'indipendenza piena ed intera: una buona parte dell'amministrazione e i quadri dell'esercito restavano belgi. Lumumba sfidò l'ex potenza coloniale decretando l'africanizzazione dell'esercito.
Il Belgio rispose inviando truppe in Katanga (la regione mineraria) e sostenendo la secessione di questa regione guidata da Moise Ciombe. A settembre il presidente Joseph Kasa-Vubu revocò Lumumba e gli altri ministri nazionalisti. Lumumba dichiarò che sarebbe rimasto in carica e su sua richiesta il parlamento, acquisito alla sua causa, revocò il presidente Kasa-Vubu. La politica di Lumumba era antisecessionista, anticolonialista, antimperialista, filocomunista in politica estera mentre in politica interna era una politica di statalismo Giacobino che reprimeva le spinte di disarticolazione provenienti dagli scioperi operai come dalla spinte conservatrici della piccola borghesia e degli apparati di Stato.
La sua politica mirava a diminuire il potere e l'influenza delle tribù ed a una maggiore giustizia sociale e autonomia del paese. In dicembre il generale Mobutu, succeduto a Kasa-Vubu, con un colpo di Stato fece arrestare Lumumba mentre passava il fiume Sankuru e lo trasferì al campo militare di Thysville.
Il 17 gennaio 1961 Lumumba e due suoi fedeli (Maurice Mpolo, ministro degli Interni, e Joseph Okito, presidente del Senato) furono trasferiti in aereo alla presenza dei loro grandi nemici a Elisabethville (l'attuale Lubumbashi), in Katanga. Furono giustiziati la sera stessa alla presenza di Ciombe, Munongo, Kimba e di altri dirigenti del Katanga secessionista. L'indomani i resti delle vittime furono fatti a pezzi e fatti sparire nell'acido; molti dei suoi sostenitori furono giustiziati nei giorni seguenti, pare con la partecipazione di mercenari belgi. Nel corso degli anni varie ossa appartenenti al cranio e allo scheletro di Lumumba furono trovate. Un suo dente fu quindi restituito dal Belgio alla Repubblica Democratica del Congo e dal 30 giugno 2022 è custodito nel suo mausoleo.

## Le responsabilità storiche dell'omicidio
Ci si è molto interrogati sul ruolo delle potenze occidentali, in particolare degli Stati Uniti d'America, nella morte di Lumumba, favorita con il pretesto che la sua politica filosovietica faceva temere una deriva dell'ex Congo Belga verso l'URSS. In effetti Lumumba fece appello ai sovietici, al momento della guerra del Katanga, perché l'ONU non rispose alle sue richieste di aiuto militare per mettere fine alla guerra civile.
In realtà, dal luglio 1960 truppe ONU erano presenti in Congo, ma inizialmente dedicate al recupero dei civili e a missioni di supporto (ONUC).
Oggi si sa che la CIA aiutò finanziariamente gli avversari di Lumumba e fornì armi a Mobutu. Anche il governo belga riconobbe nel 2002 la propria responsabilità nella morte di Lumumba:
"Alla luce dei criteri applicati oggi, alcuni membri del governo di allora ed alcuni personaggi belgi dell'epoca portano una indiscutibile responsabilità nella morte di Patrice Lumumba. Il governo considera perciò appropriato porgere alla famiglia di Patrice Lumumba e al popolo congolese il proprio profondo e sincero rincrescimento e le proprie scuse per il dolore che è stato loro inflitto da quell'apatia e da quella fredda neutralità".
Il generale Gerard Soete ha descritto come Lumumba fu ucciso per mano dei suoi sottoposti. «Avevamo fucilato Lumumba nel pomeriggio - raccontò Soete alla commissione parlamentare belga incaricata delle indagini a 40 anni di distanza dall'omicidio - Poi tornai nella notte con un altro soldato, perché le mani dei cadaveri spuntavano ancora dal terriccio. Prendemmo l'acido che si usa per le batterie delle automobili, dissotterrammo i corpi, li facemmo a pezzi con l'accetta; poi li sciogliemmo in un barile, facendo tutto di fretta, perché non ci vedesse nessuno».